# Dische-Probe
Die Dische-Probe (oder auch Dische-Test) ist eine spezifische Nachweisreaktion für Desoxyribose und damit u. a. für die Unterscheidung zwischen RNA und DNA, benannt nach ihrem Entdecker Zacharias Dische (1895–1988).

## Durchführung und Reaktion
Das für die Probe benutzte Dische-Reagenz ist eine schwefelsaure Lösung von Diphenylamin in Eisessig. Es liefert beim Erhitzen mit einer wässrigen Desoxyriboselösung eine blaue Färbung. Zur Struktur des Farbstoffs selbst ist bislang nichts Definitives bekannt, wohl aber, dass die Desoxyribose unter Einwirkung starker Mineralsäuren zunächst einmal unter Wasserabspaltung und Ringöffnung zum ω-Hydroxy-Lävulinaldehyd (4-Oxo-5-hydroxy-pentanal) zerfällt, das anschließend mit dem Diphenylamin die blaue Färbung liefert.
Frühere Annahmen, wonach die Dische-Probe über zwischenzeitlich gebildetes Furfural verlaufen würde, haben sich dagegen nicht bestätigt.